# Chromalizus truncatiscapus
Chromalizus truncatiscapus är en skalbaggsart som beskrevs av Pierre Lepesme 1950. Chromalizus truncatiscapus ingår i släktet Chromalizus och familjen långhorningar.
Artens utbredningsområde är Gabon. Inga underarter finns listade i Catalogue of Life.